# Гогебік
Озеро Гогебік ([ɡoʊˈɡɪbɪk] goh-GHIB-ik) — найбільше природне внутрішнє озеро Верхнього півострова Мічиган. Воно розташоване у межах одного мільйона акрів (4000 км²) Оттавського національного лісу.
Державний парк озера Гогебік розташований уздовж його західного берега.
Парк озера розташований у крайньому західному кінці Верхнього півострова, недалеко від кордону з Вісконсин, і в частині двох округів — округу Гогебік і округу Онтонагон. Озеро також знаходиться в центральному та східному часових поясах.
Хоча озеро є природним водоймою його рівень води регулюється енергетичною компанією Верхнього півострова через дамбу Бергланд, що розташована нижче за течією на західному руслі річки Онтонагон .
У 2005 році дослідження Департаменту природних ресурсів штату виявило чорного бичка, чорного крапі, коричневого бичка, мина, ціско, очищувач звичайний, крикського головня, золотого блискучого, північної щуки, царька, окуня кам'яного, малоротого окуня, судака, білого смоктуна та жовтого окуня в озері.